# Air Europa
Air Europa Líneas Aéreas S.A.U., más conocida como Air Europa, es una aerolínea española fundada en 1984 con el nombre comercial de Air España, S.A., se constituyó dos años después con la denominación Air Europa y realizó su primer vuelo el 21 de noviembre de 1986. En 1991 un grupo de inversores, encabezado por Juan José Hidalgo, adquirió la compañía. 
Air Europa Líneas Aéreas, S.A.U., es la tercera aerolínea más grande de España, después de Iberia y Vueling, con sede social en Llucmajor (Islas Baleares). El 4 de noviembre de 2019 se anunció el acuerdo de compra de Air Europa Holding SL (matriz de Air Europa) por parte de IB Opco Holding SL, matriz de Iberia, propiedad de IAG (International Airlines Group) por mil millones de euros.
Sin embargo, debido a la crisis provocada por la pandemia de COVID-19, el precio de la compra se redujo a 500 millones de euros y se aplazó el pago hasta 2026. El 19 de enero de 2021 se cerró la compra de Air Europa por parte de Iberia, con el apoyo financiero del Gobierno español a través del Fondo de Solvencia de Empresas Estratégicas (FASE).
El presidente es Juan José Hidalgo, su consejero delegado es Jesús Nuño de la Rosa y el ejecutivo Richard Clark, su director general.
La aerolínea posee un Certificado de Operador Aéreo de categoría A, expedido por la Agencia Estatal de Seguridad Aérea, que le permite transportar pasajeros, carga y correo en aeronaves con más de 20 plazas. A principios del 2016, anunció la creación de una filial, Air Europa Express, para competir con Iberia Express. Air Europa Express operaba vuelos regionales y domésticos con una flota de 11 aviones Embraer 195 y 5 ATR 72-500.

## Historia
La aerolínea se fundó bajo la razón social Air España S.A. y participada por el tour operador inglés ILG (International Leisure Group), también propietario de la aerolínea inglesa Air Europe en 1984. Comenzó realizando vuelos chárter entre España y Reino Unido en noviembre de 1986. Tras la quiebra de ILG y de Air Europe en marzo de 1991 la compañía fue adquirida por Juan José Hidalgo, propietario a su vez de Viajes Halcón y que posteriormente también adquirió las mayoristas Travelplan, más tarde Touring Club, Iberrail y Travelplannet, la minorista Viajes Ecuador, Groundforce, los Hoteles Be Live, Pepeworld, el operador turístico de Florida MKTravelplan y recientemente el operador turístico Travelider conformando hoy en día Globalia Corporación Empresarial S.A. Cuando se desregularizó el mercado aéreo en España en 1993, la compañía comenzó a ofrecer vuelos regulares, rompiendo el monopolio de Iberia en España. En 1994, comienza a operar la ruta Madrid-Barcelona. En 1995, comienza a volar a Londres y a Nueva York, abriéndose al mercado de vuelos internacionales regulares.
Tras una crisis económica en la compañía, parte de su flota fue alquilada a Iberia en 1997. Posteriormente hubo conversaciones para ser vendida a la Compañía estatal, pero no prosperaron. Fundó varias filiales como Air Europa Express para vuelos regionales con turbohélices BAe ATP y una chárter situada en Canarias llamada Air Europa Canarias con dos Boeing 737. Ambas fueron cerradas en 2001.
En 1998, Juan José Hidalgo reagrupa sus empresas, entre ellas Air Europa, en el holding Globalia Corporación Empresarial S.A. En 1999 la aerolínea incorpora sus seis primeros Boeing 737-800 de última generación.
En 2000, incorpora el primer Boeing 767-300 para sus rutas transoceánicas y pone en marcha su programa de fidelización para clientes llamado "Fidelitas", que cuenta con 130 000 miembros. Comienza sus primeros vuelos en código compartido con la compañía Alitalia, desde Madrid y Barcelona a 11 destinos nacionales.
En 2002, llegan los primeros Boeing 737-800 con winglets, que permite un ahorro considerable de combustible y una menor contaminación del medio ambiente.
La compañía utilizó durante varios años una flota compuesta en exclusiva por aviones de Boeing, especialmente 737, 757 y 767. En 2005, sin embargo firmaba con Airbus el leasing inmediato de cuatro A330-200 y un A340-200, también de Airbus, para realizar nuevos vuelos de largo recorrido. Asimismo anunció la compra en firme de diez Airbus A350-800 así como otras dos opciones de compra, convirtiéndose de esta forma en el cliente de lanzamiento del Airbus A350.
También en 2005, se convierte en la primera aerolínea española en realizar vuelos directos a China. En octubre, la división de asistencia aeroportuaria en tierra, Globalia Handling, unifica las empresas que la conforman en una sola marca comercial, Groundforce.
En 2007, inaugura dos nuevas rutas transoceánicas: Buenos Aires y Río de Janeiro. Su flota, de 40 aeronaves, está entre las más modernas de Europa, con una media de edad de 3,5 años por avión.
El 5 de septiembre de 2007, junto con Copa Airlines y Kenya Airways, anuncia su entrada oficial como miembro asociado a la alianza SkyTeam y en julio de 2010 pasó a ser miembro de pleno derecho.
El 22 de enero de 2008, anunció la compra de ocho unidades del Boeing 787-8 Dreamliner así como la adquisición de otras ocho opciones, convirtiéndose así en la primera aerolínea española en incorporar este modelo a su flota.
En febrero de 2008, JJH Capital, sociedad financiera de Juan José Hidalgo, firma la compra de 6 Embraer E195 para Universal Airlines, que pretendía ser una nueva aerolínea a título personal de Hidalgo y fuera de Globalia Corporación Empresarial, siendo la fecha prevista de entrega de la primera aeronave para mayo de 2009. Asimismo firmaba opciones por otras 6 aeronaves del mismo tipo. Sin embargo, a finales de 2008 las protestas de los pilotos llevaron a la cancelación de esta operación y a la incorporación de cinco de los aviones a Air Europa. El sexto fue alquilado a la israelí Arkia. A finales de 2008 también se convirtieron en pedidos las 6 opciones de compra firmadas a principio de año.
En marzo de 2008, a pesar de haber llegado a desarrollar un Airbus A350 completamente nuevo y sin señas del Airbus A330, pero debido al retraso que se esperaba de al menos tres años -finalmente fueron cinco-, en la entrega de la primera aeronave, Airbus liquidó el pedido de diez unidades del Airbus A350 por el que Air Europa recibió una indemnización de 70 millones de euros.
En 2010, establece una ruta entre Madrid y Lima, y otra más entre Madrid y Miami que se suma a la que en 2009 comenzó a operar entre Tenerife y la capital de Florida.
En marzo de 2011, durante el Salón Internacional del Turismo de Berlín, la organización alemana Atmosfair da a conocer su informe de eficiencia medioambiental. Tras analizar a 130 compañías aéreas de todo el mundo, Atmosfair concluye que Air Europa es la más eficiente en rutas de media y corta distancia.
En 2015, anuncia un nuevo encargo a Boeing de catorce 787-9 Dreamliner, que se incorporarán entre enero de 2018 y junio de 2022. Ese mismo año alquiló también un 787-8 a LOT Polish Airlines para volar a Miami. En mayo de 2015, comenzaron a operar vuelos interislas en Baleares, uniendo Palma, Menorca e Ibiza con seis frecuencias diarias y operadas en ATR72. También en 2015, la aerolínea presenta su nueva imagen corporativa y estrena su nuevo programa de fidelización SUMA.
A principios del 2016, anunció la compra de Aeronova (Air Europa Express) para competir con Iberia Express y empezó a dotar a sus aviones de largo radio con el servicio WiFi. También anuncia la incorporación de dos nuevos Boeing 787-9 Dreamliner por medio de leasing para adelantar, a enero de 2018, la entrega de los Boeing 787 Dreamliner de la serie -9, que pasan a ser, de esta forma, 16 unidades.
En julio de 2016, dentro del marco del Salón Aeronáutico de Farnborough, Air Europa y Boeing anunciaban un pedido en firme de 20 aviones Boeing 737-8 MAX, que se entregarán a partir de enero de 2021. Más tarde, se firmaría un contrato para incrementar a 22 los pedidos de dicho modelo, y adelantar de esta forma la primera entrega para abril de 2019.
En noviembre de 2016, Air Europa celebra el 30 aniversario de la compañía con diferentes actos, tanto en Madrid, como en Palma de Mallorca y París. El Boeing 737-800, matrícula EC-MKL, es pintado con el logotipo conmemorativo del 30 aniversario.
En abril de 2017, transfirió el último de los 11 Embraer 195 a su filial Air Europa Express y por lo tanto la matriz dejó de operar este modelo del fabricante brasileño Embraer.
En la primavera de 2017, Air Europa, devuelve los tres primeros Airbus A330, a su correspondiente lessor, como medida inicial para llegar a una futura flota exclusiva del fabricante americano Boeing. A finales de junio, BOC Aviation, empresa dedicada al leasing de aviones, anunció que había firmado un contrato de arrendamiento para 4 nuevos Boeing 787-9 Dreamliner con Air Europa, que serán entregados a lo largo de 2019. Este pedido suma 18 unidades de la variante -9 y deja en 26 el número total de aeronaves Boeing 787 que tendrá la aerolínea española en julio de 2022. En octubre de 2017, dentro de la operativa de la aerolínea, Air Europa Express comenzó a operar vuelos interislas en Canarias con aviones ATR72, estableciendo como bases los aeropuertos de Tenerife Norte y Gran Canaria.
En diciembre de 2017, inaugura la nueva ruta a Recife, con dos frecuencias semanales.
Entre febrero y marzo de 2018, Air Europa recibió los dos primeros Boeing 787-9 Dreamliner, con capacidad para 333 pasajeros, que fueron destinados a la ruta de Buenos Aires. Asimismo, en junio del mismo año, comienza a operar nuevas conexiones europeas a Dusseldorf y Venecia. El 31 de julio, recibió el último Boeing 737-800, de un pedido de 34 aviones de dicho modelo que comenzó a entregarse en octubre de 2004.
En diciembre de 2018 la organización alemana Atmosfair concluye en su informe anual, tras analizar a más de 200 compañías aéreas de todo el mundo, que Air Europa es la primera aerolínea por eficiencia en Europa, y la tercera de todo el Mundo. Asimismo, el informe también indica que Air Europa Express es la aerolínea regional más eficiente de toda Europa, y la segunda de todo el Mundo.
En junio de 2019, Air Europa anuncia que Air Europa Express deja la operativa de vuelos interinsulares en Canarias, traspasando dichos vuelos, aviones y parte de su tripulación a la compañía Canaryfly, con la que vendrá a compartir código en los vuelos que deja. Asimismo inaugura nuevas rutas a Panamá y Medellín, ambas operadas por el Boeing 787 Dreamliner. También comienza vuelos a Fortaleza, con el A330-200
En julio de 2019, firma con el grupo francoholandés Air France-KLM la creación de una joint venture para operar todos los vuelos de largo radio de las tres aerolíneas entre París, Madrid y Ámsterdam hacia Centro y Sudamérica, creando un fondo común repartiendo gastos y beneficios, creando así un triple código compartido que beneficiará a los clientes de las tres aerolíneas, ofreciendo de esta forma más destinos y más frecuencias.
El 4 de noviembre de 2019, International Airlines Group (IAG), holding propietario de aerolíneas como Iberia, British Airways o Aer Lingus, anunció la compra de Air Europa por parte IB OPCO Holding, S.L. (matriz de Iberia), por valor de 1000 millones de euros. A fecha de agosto de 2020 el trato aún no se había completado, y una cláusula de 40 Millones de euros permitiría a IAG cancelar el trato, o renegociar el precio. 
El 3 de noviembre de 2020 el Consejo de Ministros aprueba el "rescate" de Air Europa mediante un crédito de 475 millones de euros mediante un préstamo participativo de 240 millones de euros y otro ordinario de 235 millones a amortizar en 6 años.
El 19 de enero de 2021 se anuncia el acuerdo de rebaja a la mitad del precio de venta de la operación, 500 millones de euros. Se acuerda asimismo un pago diferido por la adquisición en junio de 2027.
El 16 de diciembre de 2021 Iberia anuncia el acuerdo con Globalia para la rescisión del contrato de compra de Air Europa ante las dificultades de alcanzar con éxito la aprobación por parte de la Comisión Europea. El acuerdo se salda con una indemnización de 75 millones de euros para las arcas de Air Europa así como un compromiso de negociación alternativa por un periodo de 3 meses.
Después de meses de desavenencias entre IAG y Globalia, y habiendo esta última llegado a negociaciones avanzadas con Air France, el 17 de marzo de 2022 IAG anuncia el préstamo de 100 millones de euros por 7 años a Globalia convertibles en hasta un 20% del capital de Air Europa Holding y con cláusulas de exclusividad para la negociación de la compra de Air Europa durante un año así como otros tres años de derecho de tanteo ante una oferta externa. En los días siguientes se informaría por parte del consejero delegado de IAG Luis Gallego, que el préstamo sería la forma inicial recomendada para la adquisición del 100% de Air Europa, que inicialmente se completaría en los 18 meses siguientes al anuncio. Para su aprobación se anunció también que se había pedido autorización a las unidades de Competencia de Alemania y Reino Unido. Asimismo, con el propósito de conversión del préstamo en el 20% de la capital antes del verano de 2022, se habría pedido autorización a la Comisión Nacional de los Mercados y la Competencia (CNMC) así como el visto bueno del Instituto de Crédito Oficial (ICO) y de la Sociedad Estatal de Participaciones Industriales (SEPI), que han facilitado préstamos por más de 600 millones de euros a Air Europa.
El 3 de noviembre de 2020, un año después del anuncio de venta de Air Europa a IAG, el Consejo de Ministros aprobaba su rescate por medio de un préstamo participativo de 240 millones de euros así como un préstamo ordinario por valor 235 millones, sumando de esta forma 475 millones de euros la aportación del Estado a Air Europa Holding por medio del SEPI y a devolver en 6 años.
En la negociación del rescate y posterior aprobación se ha involucrado directamente el Ministerio de Transportes, uno de los poderes que está remando a favor de la integración de Iberia y Air Europa para reforzar Madrid-Barajas frente a hubs europeos dominados por aerolíneas de mayor  volumen, como son Air France-KLM o Lufthansa.
Después de 2 años de reducciones de flota considerables, el 12 de abril de 2022 Air Europa anuncia la incorporación de 11 aviones para 2022. Debido a las dificultades por parte de Boeing para la entrega de los 8 aviones 787-9 Dreamliner construidos en 2020 para Air Europa, se anuncia la incorporación de 2 Boeing 787-8 Dreamliner así como otros 2 Boeing 787-9 Dreamliner pertenecientes a la aerolínea nórdica Norse Atlantic Airways. Se informa de la incorporación también de un quinto Boeing 787-9 Dreamliner para finales de año, así como de la incorporación inmediata de 6 Boeing 737-800 para la temporada de verano, de los cuales uno será para la low-cost Air Europa Express.
En marzo de 2022 International Airlines Group (IAG) otorga a Air Europa un préstamo no garantizado, a 7 años, de 100 millones de euros, canjeable por el 20% del capital de la sociedad Air Europa Holding SL. Éste préstamo daba exclusividad de un año para la negociación de compra del holding aéreo de la familia Hidalgo, también le daba derecho a igualar cualquier oferta de terceros en los tres años siguientes y daba derecho de salida en caso de que Globalia decidiese vender Air Europa en cualquier momento en el futuro. 
El 16 de agosto de 2022, International Airlines Group (IAG) informó a la Comisión Nacional del Mercado de Valores (CNMV), mediante un hecho relevante, que habían ejercido su opción de canjear el préstamo de 100 millones de euros por una participación de un 20% en el capital social de Air Europa Holding. Con éste movimiento, IAG pasaba a ser el segundo accionista de Air Europa, aceptando que Iberia no interviniese en la gestión de la misma y que ambas compañías siguiesen funcionando de forma independiente. 
Finalmente, el 23 de febrero de 2023, tan sólo unos días del vencimiento de negociación exclusiva, Globalia, matriz de Air Europa, e International Airlines Group (IAG), propietaria de Iberia, anunciaban que habían llegado a un acuerdo para la venta de la división aérea Air Europa. El acuerdo suponía la adquisición por parte de IAG del 80% del capital de Air Europa Holding, del que no era ya propietario, por 400 millones de euros. De esta forma, se valoraba el total de la operación en 500 millones de euros. El pago del mismo se acordó en tres plazos, y con una fórmula mixta entre acciones y efectivo. Cuando se reciba la aprobación de los órganos de Competencia, se efectuará el primer pago de 200 millones de euros, 100 millones en metálico y 100 millones en acciones de IAG (al precio fijado a la firma de este acuerdo de 1,85 euros por título), lo cual convertirá a Globalia en accionista del grupo británico con alrededor del 1% del capital. Los otros dos pagos, de 100 millones de euros cada uno, se efectuarán en el primer y segundo aniversario, respectivamente, de la aprobación por Bruselas.
Después de casi 9 meses de conversaciones e intercambio de documentación con la Comisión Europea de Competencia, el 11 de diciembre de 2023 IAG anunció la notificación formal ante la misma, del acuerdo de compra de Air Europa Holding.

### Incidente de Seguridad Informática
Air Europa ha experimentado dos graves incidentes de seguridad en sus sistemas informáticos. El primer incidente tuvo lugar en 2018. El segundo incidente, ocurrido el 10 de octubre de 2023, resultó en la exposición de datos de tarjetas de crédito de los clientes, incluidos los códigos CVV, a pesar de que la compañía había sido certificada según el estándar PCI DSS.

## Destinos
La red de destinos está organizada en torno a un aeropuerto central o hub en Madrid-Barajas, con bases en los aeropuertos de Barcelona, Palma de Mallorca, Gran Canaria y Tenerife-Norte. Air Europa ofrece diariamente casi 200 vuelos entre todos sus destinos y, aproximadamente, la mitad de ellos tienen como origen o destino Madrid-Barajas.[fuente independiente requerida]
Los trayectos nacionales de la compañía tienen una clara vocación insular. El archipiélago canario está unido con la península a través de, aproximadamente, 40 vuelos diarios regulares, la mayor parte repartidos entre Gran Canaria, Tenerife-Norte y Tenerife-Sur. Esta cifra alcanza los 65 vuelos diarios si se contabilizan los vuelos chárter veraniegos. Por su parte, las Islas Baleares cuentan con unos 60 vuelos diarios, concentrándose la mayor parte de ellos en Palma de Mallorca. La red de destinos internacionales se nutre de las conexiones generadas en Madrid-Barajas, donde se ubica la flota de largo alcance de la compañía.[fuente independiente requerida]

## Flota
A Julio de 2025, la flota operada por Air Europa Líneas Aéreas consta de los siguientes aviones:
| Aeronaves        | En servicio | Pedidos | Pasajeros                                         | Pasajeros                                         | Pasajeros                                         | Matrículas                                                    | Antigüedad                                        | Notas                                                                      |
| Aeronaves        | En servicio | Pedidos | C                                                 | Y                                                 | Total                                             | Matrículas                                                    | Antigüedad                                        | Notas                                                                      |
| ---------------- | ----------- | ------- | ------------------------------------------------- | ------------------------------------------------- | ------------------------------------------------- | ------------------------------------------------------------- | ------------------------------------------------- | -------------------------------------------------------------------------- |
| Boeing 737-800   | 26          | —       | —                                                 | 189                                               | 189                                               | EC-NVJ                                                        | 17,2 años                                         |                                                                            |
| Boeing 737-800   | 26          | —       | —                                                 | 186                                               | 186                                               | EC-NVQ                                                        | 15,8 años                                         |                                                                            |
| Boeing 737-800   | 26          | —       | —                                                 | 186                                               | 186                                               | EC-NVP                                                        | 15,6 años                                         |                                                                            |
| Boeing 737-800   | 26          | —       | —                                                 | 189                                               | 189                                               | EC-OBJ                                                        | 14,7 años                                         | Operados por Air Europa Express                                            |
| Boeing 737-800   | 26          | —       | —                                                 | 189                                               | 189                                               | EC-OBK                                                        | 14,2 años                                         | Operados por Air Europa Express                                            |
| Boeing 737-800   | 26          | —       | —                                                 | 186                                               | 186                                               | EC-OBP                                                        | 13,9 años                                         | Operados por Air Europa Express                                            |
| Boeing 737-800   | 26          | —       | —                                                 | 186                                               | 186                                               | EC-LPR                                                        | 13,1 años                                         |                                                                            |
| Boeing 737-800   | 26          | —       | —                                                 | 186                                               | 186                                               | EC-LPQ «Cte. David Stroiazzo»                                 | 13 años                                           | Pintado con los colores de SkyTeam                                         |
| Boeing 737-800   | 26          | —       | —                                                 | 186                                               | 186                                               | EC-LQX                                                        | 12,8 años                                         |                                                                            |
| Boeing 737-800   | 26          | —       | —                                                 | 189                                               | 189                                               | EC-NZR                                                        | 12,5 años                                         | Operado por Air Europa Express                                             |
| Boeing 737-800   | 26          | —       | —                                                 | 186                                               | 186                                               | EC-LTM                                                        | 12,3 años                                         |                                                                            |
| Boeing 737-800   | 26          | —       | —                                                 | 186                                               | 186                                               | EC-LUT                                                        | 12 años                                           |                                                                            |
| Boeing 737-800   | 26          | —       | —                                                 | 186                                               | 186                                               | EC-NZN                                                        | 11,9 años                                         | Operado por Air Europa Express                                             |
| Boeing 737-800   | 26          | —       | —                                                 | 186                                               | 186                                               | EC-LVR                                                        | 11,8 años                                         |                                                                            |
| Boeing 737-800   | 26          | —       | —                                                 | 186                                               | 186                                               | EC-LXV                                                        | 11,5 años                                         |                                                                            |
| Boeing 737-800   | 26          | —       | —                                                 | 186                                               | 186                                               | EC-LYR                                                        | 11,3 años                                         |                                                                            |
| Boeing 737-800   | 26          | —       | —                                                 | 189                                               | 189                                               | EC-NUY                                                        | 9,7 años                                          |                                                                            |
| Boeing 737-800   | 26          | —       | —                                                 | 186                                               | 186                                               | EC-NUZ                                                        | 9,7 años                                          | Operado por Air Europa Express                                             |
| Boeing 737-800   | 26          | —       | —                                                 | 186                                               | 186                                               | EC-MJU                                                        | 8,8 años                                          |                                                                            |
| Boeing 737-800   | 26          | —       | —                                                 | 186                                               | 186                                               | EC-MKL                                                        | 8,7 años                                          |                                                                            |
| Boeing 737-800   | 26          | —       | —                                                 | 186                                               | 186                                               | EC-MPG «César Manrique - Lanzarote»                           | 7,9 años                                          | Operado por Air Europa Express                                             |
| Boeing 737-800   | 26          | —       | —                                                 | 186                                               | 186                                               | EC-MPS                                                        | 7,7 años                                          |                                                                            |
| Boeing 737-800   | 26          | —       | —                                                 | 186                                               | 186                                               | EC-MQP                                                        | 7,6 años                                          | Operado por Air Europa Express                                             |
| Boeing 737-800   | 26          | —       | —                                                 | 186                                               | 186                                               | EC-MUZ                                                        | 7 años                                            |                                                                            |
| Boeing 737-800   | 26          | —       | —                                                 | 186                                               | 186                                               | EC-MVY                                                        | 6,8 años                                          |                                                                            |
| Boeing 737-800   | 26          | —       | —                                                 | 186                                               | 186                                               | EC-MXM                                                        | 6,7 años                                          |                                                                            |
| Boeing 737 MAX 8 | 1           | 15      | 16                                                | 165                                               | 181                                               | EC-OGS                                                        |                                                   |                                                                            |
| Boeing 737 MAX 8 | 1           | 15      |                                                   |                                                   |                                                   | EC-OPA                                                        |                                                   | Entrega de las 3 primeras unidades en 2025. 16 unidades entre 2025 y 2026. |
| Boeing 787-8     | 11          | —       | —                                                 | 291                                               | 291                                               | EC-NZG                                                        | 11,2 años                                         |                                                                            |
| Boeing 787-8     | 11          | —       | —                                                 | 291                                               | 291                                               | EC-NVZ                                                        | 10,9 años                                         |                                                                            |
| Boeing 787-8     | 11          | —       | —                                                 | 291                                               | 291                                               | EC-NXA                                                        | 10,9 años                                         |                                                                            |
| Boeing 787-8     | 11          | —       | 22                                                | 274                                               | 296                                               | EC-MIG                                                        | 9,2 años                                          |                                                                            |
| Boeing 787-8     | 11          | —       | 22                                                | 274                                               | 296                                               | EC-MIH «Julio Iglesias»                                       | 8,9 años                                          |                                                                            |
| Boeing 787-8     | 11          | —       | 22                                                | 274                                               | 296                                               | EC-MLT                                                        | 8,6 años                                          |                                                                            |
| Boeing 787-8     | 11          | —       | 22                                                | 274                                               | 296                                               | EC-MMX                                                        | 8,4 años                                          |                                                                            |
| Boeing 787-8     | 11          | —       | 22                                                | 274                                               | 296                                               | EC-MMY «Desde 1218, Universidad de Salamanca VIII Centenario» | 8,4 años                                          |                                                                            |
| Boeing 787-8     | 11          | —       | 22                                                | 274                                               | 296                                               | EC-MNS «Luis Fonsi "Yo quiero un mundo contigo"»              | 8,2 años                                          |                                                                            |
| Boeing 787-8     | 11          | —       | 22                                                | 274                                               | 296                                               | EC-MOM «Stellars. Somos nuestro legado»                       | 8 años                                            |                                                                            |
| Boeing 787-8     | 11          | —       | 22                                                | 274                                               | 296                                               | EC-MPE                                                        | 8 años                                            |                                                                            |
| Boeing 787-9     | 18          | —       | 30                                                | 303                                               | 333                                               | EC-MSZ «Juan José Hidalgo»                                    | 7,2 años                                          |                                                                            |
| Boeing 787-9     | 18          | —       | 30                                                | 303                                               | 333                                               | EC-MTI «Mateo Sánchez»                                        | 7,1 años                                          |                                                                            |
| Boeing 787-9     | 18          | —       | 30                                                | 303                                               | 333                                               | EC-NBM                                                        | 6 años                                            | Sticker RCD Mallorca                                                       |
| Boeing 787-9     | 18          | —       | 30                                                | 303                                               | 333                                               | EC-NBX                                                        | 6 años                                            |                                                                            |
| Boeing 787-9     | 18          | —       | 32                                                | 307                                               | 339                                               | EC-NCY                                                        | 5,6 años                                          |                                                                            |
| Boeing 787-9     | 18          | —       | 32                                                | 307                                               | 339                                               | EC-NEI                                                        | 5,5 años                                          | Sticker Los 40                                                             |
| Boeing 787-9     | 18          | —       | 32                                                | 307                                               | 339                                               | EC-NFM                                                        | 5,3 años                                          |                                                                            |
| Boeing 787-9     | 18          | —       | 32                                                | 307                                               | 339                                               | EC-NGM                                                        | 5,2 años                                          |                                                                            |
| Boeing 787-9     | 18          | —       | 32                                                | 307                                               | 339                                               | EC-NGN «Juan Sebastián Elcano»                                | 5,1 años                                          |                                                                            |
| Boeing 787-9     | 18          | —       | 32                                                | 307                                               | 339                                               | EC-NGS                                                        | 5,1 años                                          |                                                                            |
| Boeing 787-9     | 18          | —       | 32                                                | 307                                               | 339                                               | EC-ODI                                                        | 5,1 años                                          |                                                                            |
| Boeing 787-9     | 18          | —       | 32                                                | 307                                               | 339                                               | EC-ODH                                                        | 5,1 años                                          |                                                                            |
| Boeing 787-9     | 18          | —       | 32                                                | 307                                               | 339                                               | EC-OFO «Francisca Acera»                                      | 4,7 años                                          |                                                                            |
| Boeing 787-9     | 18          | —       | 32                                                | 307                                               | 339                                               | EC-OEM                                                        | 4,2 años                                          |                                                                            |
| Boeing 787-9     | 18          | —       | 32                                                | 307                                               | 339                                               | EC-OFP «Pablo López»                                          | 3,9 años                                          |                                                                            |
| Boeing 787-9     | 18          | —       | 32                                                | 307                                               | 339                                               | EC-OMB                                                        |                                                   |                                                                            |
| Boeing 787-9     | 18          | —       | 32                                                | 307                                               | 339                                               | EC-OMC                                                        |                                                   |                                                                            |
| Boeing 787-9     | 18          | —       | 28                                                | 281                                               | 309                                               | EC-OGY                                                        |                                                   |                                                                            |
| Total            | 56          | 15      | Edad media de la flota (Julio de 2025): 9,2 años. | Edad media de la flota (Julio de 2025): 9,2 años. | Edad media de la flota (Julio de 2025): 9,2 años. | Edad media de la flota (Julio de 2025): 9,2 años.             | Edad media de la flota (Julio de 2025): 9,2 años. | Edad media de la flota (Julio de 2025): 9,2 años.                          |

## Flota histórica
| Aeronave                | Total | Introducido | Retirado | Matrículas |
| ----------------------- | ----- | ----------- | -------- | --- |
| Airbus A330-200         | 12    | 2006        | 2020     | EC-LMN, EC-LNH, EC-JQQ, EC-JQG, EC-MAJ, EC-JPF, EC-KTG, EC-LVL, EC-JZL, EC-LQP, EC-LQO y EC-KOM |
| Airbus A330-300         | 5     | 2013        | 2020     | EC-LXA, EC-LXR, EC-MHL, EC-MIN y EC-MIO |
| Airbus A340-200         | 1     | 2005        | 2006     | EC-JGU |
| ATR 42                  | 3     | 1996        | 2016     | EC-GBJ, EC-LYZ y OY-CHT |
| ATR 72                  | 9     | 2010        | 2022     | EC-LSN, EC-LST, EC-LHV, EC-JCR, EC-MIY, EC-LYB, EC-KUL, EC-KVI y EC-MSN |
| Boeing 737-300          | 33    | 1986        | 2004     | EC-EAK, EC-FKJ, EC-ECM, EC-ECQ, EC-EBZ, EC-ECA, EC-FGG, EC-FKC, EC-FJR, EC-FJZ, EC-FKI, EC-FKL, EC-FKS, EC-EID, EC-FMS, EC-FQB, EC-FRP, EC-FSA, EC-FUT, EC-FYF, EC-FYE, EC-GEU, EC-GEQ, EC-GFU, EC-GGO, EC-GHD, EC-GMY, EC-GNU, EC-FHR, EC-FLG, EC-FRZ, EC-EHA y EC-FLF |
| Boeing 737-400          | 12    | 1994        | 2006     | EC-FXJ, EC-FZZ, EC-FZX, EC-GAZ, EC-GBN, EC-GUO, EC-FXP, EC-FXQ, EC-HNB, EC-GPI, EC-HXT y EC-IRA |
| Boeing 737-600          | 3     | 2003        | 2004     | EC-IND, EC-ING y EC-INT |
| Boeing 757-200          | 16    | 1989        | 1998     | EC-EMA, EC-EHY, EC-ESC, EC-490, EC-EVD, EC-ELA, EC-EXH, EC-EOL, EC-FFK, EC-FEE, EC-FMQ, EC-FTL, EC-GCB, EC-GCA, EC-GBX y EC-FEF |
| Boeing 767-200          | 2     | 1996        | 2011     | EC-GHM y EC-GOJ |
| Boeing 767-300          | 5     | 2000        | 2012     | EC-HKS, EC-IQA, EC-JJJ, EC-HSV y EC-HPU |
| Embraer ERJ-145         | 1     | 2012        | 2017     | EC-KSS |
| Embraer ERJ-195LR       | 11    | 2008        | 2022     | EC-KRJ, EC-KYO, EC-KYP, EC-KXD, EC-LCQ, EC-LEK, EC-LFZ, EC-LIN, EC-LKM y EC-LKX |
| McDonnell Douglas MD-83 | 1     | 1995        | 1997     | EC-GBV |

## Socios

### Comercial
Air Europa pertenece a la alianza Skyteam desde 2007, y lleva operando en colaboración desde el 2000, año en que comenzó operaciones de código compartido con la aerolínea italiana Alitalia desde Madrid y Barcelona a 11 ciudades españolas.

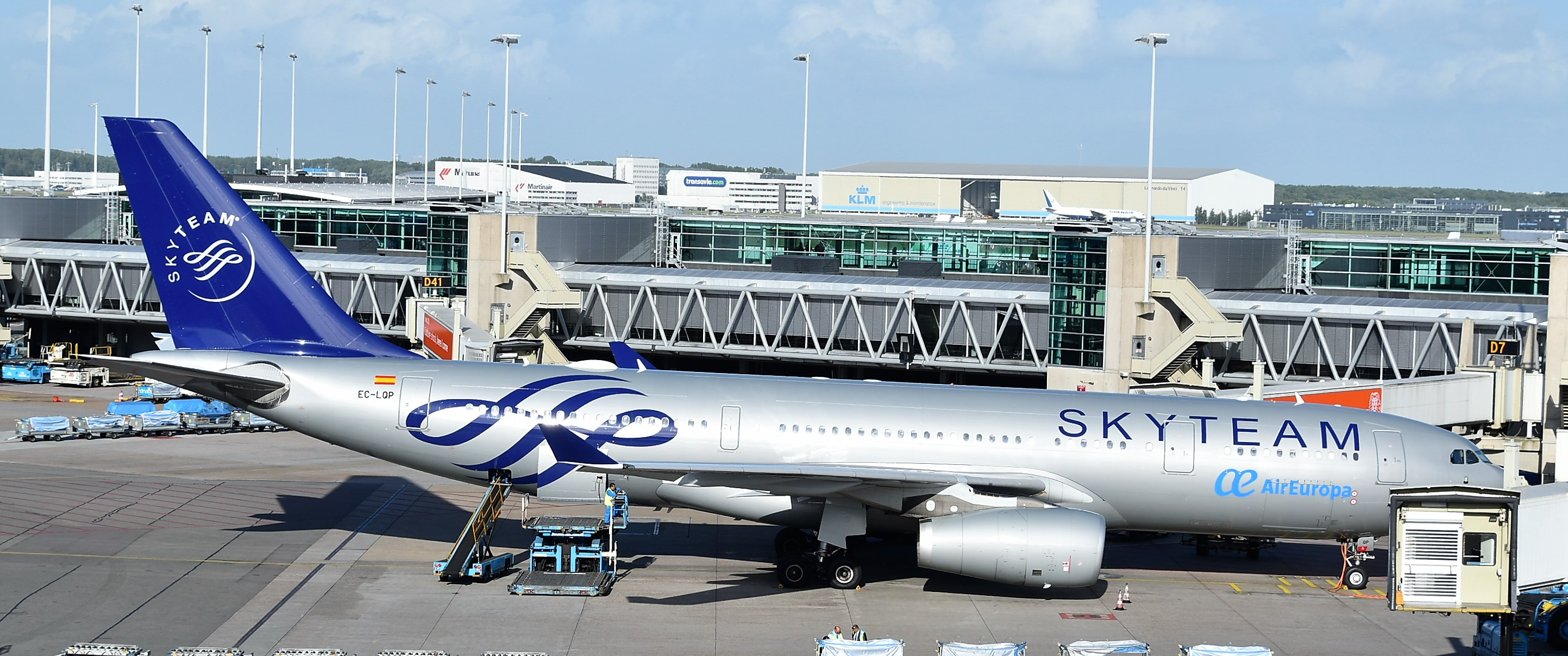
Airbus A330 con la librea de la alianza Skyteam en Ámsterdam.

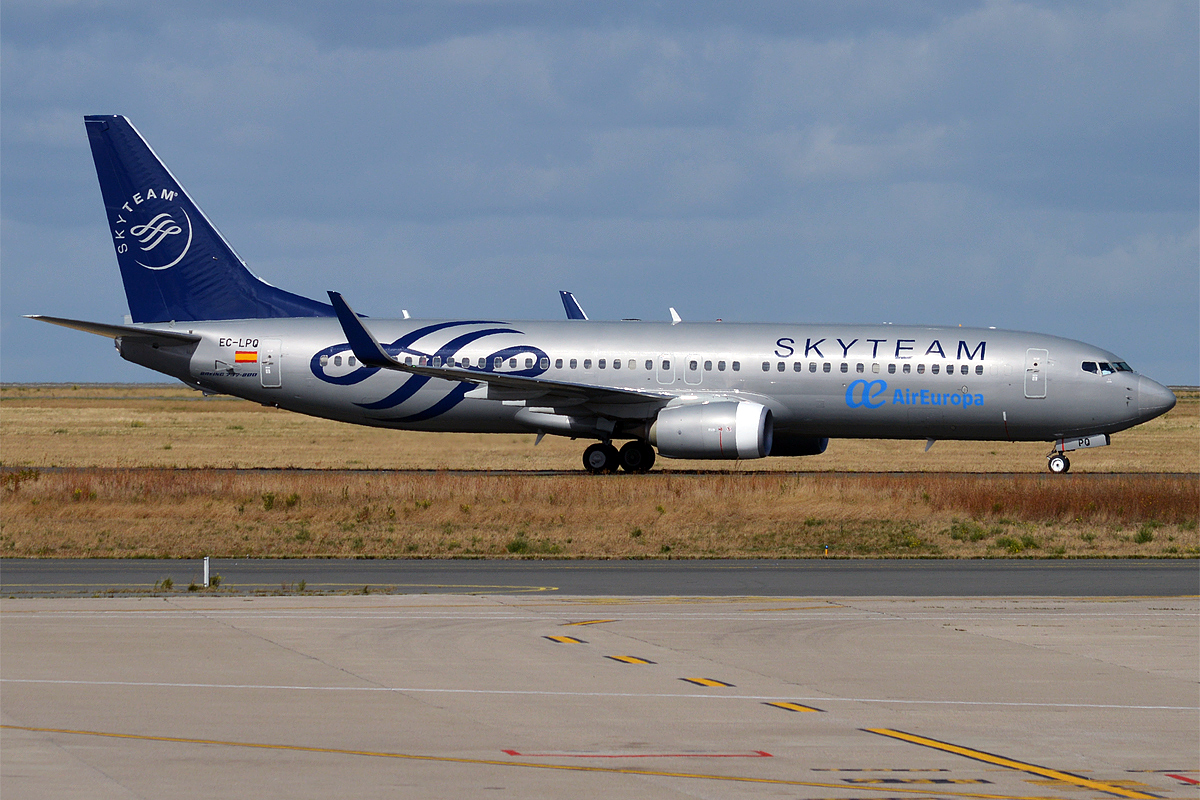
Boeing 737-800 con la librea de la alianza Skyteam

Se vinculó a la alianza Skyteam de la mano de Air France en 2007 como socio colaborador. En 2010 pasó a ser miembro de pleno derecho. Air Europa opera vuelos en código compartido con varias aerolíneas de la alianza.

### Otros acuerdos de código compartido
Air Europa también opera vuelos en código compartido con otras aerolíneas como Canaryfly en canarias. 

## Accionariado
Air Europa Líneas Aéreas S.A.U. pertenece en su totalidad a la sociedad Air Europa Holding S.L.. El 16 de agosto de 2022 Globalia Corporación Empresarial S.A., propietaria hasta entonces del 100% del holding, anunció junto a International Airlines Group la entrada de esta última en el accionariado del holding con un 20% de la propiedad. El accionariado de la sociedad Air Europa Holding S.L. desde entonces queda de la siguiente forma:
| Accionista                            | Participación (a 16 de agosto de 2022) |
| ------------------------------------- | -------------------------------------- |
| Globalia Corporación Empresarial S.A. | 80,00%                                 |
| International Airlines Group          | 20,00%                                 |

Air Europa Holding es también el propietario del 100% de Aeronova (Air Europa Express).[fuente independiente requerida]

## Hub Air Europa / Skyteam T1-T2 Madrid-Barajas
El 12 de junio de 2014, la ministra de Fomento Ana Pastor inauguró en el Aeropuerto Adolfo Suárez Madrid-Barajas el HUB / Centro de conexiones Air Europa & Skyteam en las T1, T2 y T3, consolidando al aeropuerto madrileño como el principal centro de conexiones de Europa con Iberoamérica. Las operaciones aéreas internacionales se realizan desde la terminal T1, mientras que los vuelos nacionales y Schengen desde la terminal T2. Tres terminales convertidas en una plataforma estratégica para las compañías aéreas que demandan agilidad, confort y seguridad en sus operaciones.[fuente independiente requerida]

## Participación en programas internacionales
Air Europa participa desde 2004 como compañía pionera en el programa Link2000+ de Eurocontrol mediante el cual se pone en práctica el servicio de transmisión de datos aire-tierra (datalink) a disposición del control de tráfico aéreo (ATC) en el área central de Europa, basado en la nueva red de telecomunicaciones aeronáuticas, ATN (Aeronautical Telecommunications Network) y en el vínculo digital VHF Modo 2 (VDL2). Air Europa es también miembro del programa CASCADE de Eurocontrol, un proyecto que coordina la implementación a nivel europeo de la técnica de vigilancia "Automatic Dependent Surveillence – Broadcast" (ADS-B), en el objetivo de construir un Cielo Único Europeo en el marco del programa SESAR.
La participación de Air Europa en estos programas de innovación tecnológica ha permitido a la compañía diversos logros y reconocimientos:
- En noviembre de 2005 se convirtió en la segunda compañía aérea europea, por detrás de la escandinava SAS, en hacer uso operacional de la nueva técnica de comunicación entre piloto y controlador aéreo, CPDLC, donde se sustituye el uso de comunicaciones por voz por la transmisión de mensajes de texto.[32]

- En verano de 2008 y 2009, fue invitada por la FAA a participar en las pruebas AIRE (Atlantic Interoperability Initiative to Reduce Emissions) cuyo objetivo era validar y cuantificar los beneficios de una nueva técnica que permite modificar el plan de vuelo del avión una vez este ya está en ruta. El procedimiento consiste en que la oficina de control de vuelo calcula un nuevo plan de vuelo con la información meteorológica más actualizada y en caso de encontrarse una nueva ruta mejor que la que en ese momento se está siguiendo-más corta o de menos consumo-, se envía un mensaje vía datalink al avión y luego a ATC para validar esta nueva ruta a seguir.[33]

## Códigos
- OACI: AEA
- Callsign: Europa
- IATA: UX